# Hellevad (parochie, Brønderslev)
Hellevad is een parochie van de Deense Volkskerk in de Deense gemeente Brønderslev. De parochie maakt deel uit van het bisdom Aalborg en telt 1451 kerkleden op een bevolking van 1567 (2004). Historisch hoorde de parochie tot de herred Dronninglund. In 1970 werd de parochie deel van de nieuw gevormde gemeente Dronninglund, die in 2007 opging in de vergrote gemeente Brønderslev.
De parochiekerk uit het midden van de 12e eeuw staat in het dorp Klokkerholm. De toren stamt oorspronkelijk uit het begin van de 14e eeuw.

Agersted · Aså · Brønderslev · Dorf · Dronninglund · Hallund · Hellevad · Hellum · Hjallerup · Jerslev · Melholt · Mylund · Ørum · Øster Brønderslev · Øster Hjermitslev · Serritslev · Stenum · Tise · Tolstrup · Voer